# Palazzo Spinola (Isola del Cantone)
Il palazzo Spinola è un edificio civile situato lungo la strada statale 35 dei Giovi nella frazione di Pietrabissara ad Isola del Cantone, poco lontano dal confine amministrativo tra la città metropolitana di Genova e la provincia di Alessandria.

## Storia
Venne costruito nel 1648 dal marchese Luciano Spinola, feudatario di Dernice e Pietrabissara, vicino alla mulattiera che riprendeva l'antica via Postumia anteriore, con la costruzione della Strada Regia nel 1820, poi diventata strada statale 35.
Dopo anni di abbandono, venne acquistata da Lorenzo Tacchella, partigiano e membro dell'Ordine di Malta e poi sede dell'Accademia Olubrese.